# Brastad
Brastad – miejscowość (tätort) w Szwecji, w regionie administracyjnym (län) Västra Götaland, w gminie Lysekil.
Według danych Szwedzkiego Urzędu Statystycznego liczba ludności wyniosła: 2289 (31 grudnia 2015), 2036 (31 grudnia 2018) i 2004 (31 grudnia 2019).